# Savoy (banda)
Savoy es una banda noruega-americana de rock integrada por el vocalista y guitarrista Pål Waaktaar-Savoy (más conocido como el guitarrista de la banda A-ha), su mujer y cineasta Lauren Savoy y el batería Frode Unneland. Tuvieron su origen tras la separación de la banda A-ha y lograron consolidarse en Noruega como banda independiente.

## Biografía

### Formación y primeros años
Formada en 1994 tras la separación de la banda A-ha, editaron su primer trabajo, Mary Is Coming en febrero de 1996 con Warner Bros. Records lanzado en Noruega, Estados Unidos, Alemania y Japón, lo que lo hizo el único álbum de estudio de la banda en tener un lanzamiento internacional. Contiene la canción de mayor éxito de la banda, "Velvet," que fue uno de los pocos sencillos que tuvieron edición comercial y que incluía una versión de la canción "October" (incluida en el álbum Scoundrel Days de A-ha de 1986). El tema fue acompañado por el primer vídeo musical de la banda. La canción "Velvet" fue versionada por A-ha en su álbum de regreso, Minor Earth Major Sky en el año 2000.
El álbum logró vender 50.000 unidades en Noruega donde recibió un disco de oro, no así en otros territorios, lo que dejó a Savoy sin la posibilidad de un lanzamiento internacional de la banda. Esto sumado a que la división A&R de Warner, que había fichado a la formación como una banda derivada de A-ha, dejó la compañía se tradujo en falta de apoyo a Savoy, lo que les llevó a firmar con EMI en Noruega.
Savoy dio su primer concierto el 1 de febrero de 1996 en Nueva York, Estados Unidos. Le siguieron dos conciertos más en Nueva York y una serie de conciertos ese mismo año en Noruega, Suecia y Dinamarca.
En octubre de 1997 editaron su segundo trabajo, Lackluster Me esta vez con el sello EMI. Fue acompañado durante la campaña de Navidad del sencillo promocional en CD "Xmas Time (Blows My Mind)" que se regalaba con la compra del álbum en diciembre. Lackluster Me contiene de nuevo una versión de una canción de A-ha, "Sycamore Leaves," de su álbum East of the Sun, West of the Moon de 1990. Fue promocionado en Noruega con una serie de conciertos entre octubre de 1997 y abril de 1998. El 9 de marzo de 1998 dieron su primer concierto en Londres, en The Velvet Room.

### Consolidación en Noruega
En agosto de 1999 consiguieron su mayor éxito y su consolidación definitiva en Noruega con el lanzamiento de su tercer trabajo, Mountains of Time que les valió un disco de platino en Noruega con 50.000 copias vendidas, y la edición limitada de dos discos agotada en los tres primeros días. El vídeo de la canción "Star," la más exitosa del álbum, está disponible como extra en el DVD de A-ha Live at Vallhall – Homecoming y es de los pocos que se encuentran disponibles de manera comercial. En noviembre del 2000 Mountains of Time fue lanzado en Alemania junto con el sencillo "Star" en las estaciones de radio del país.
A-ha se reunieron en 1998 y editaron en el año 2000 su trabajo de regreso y sexto álbum de estudio y comenzaron una gira promocional. El regreso de la banda fue muy bien acogido y volvió a ser el centro de actividad del vocalista de Savoy. No obstante, desde entonces Waaktaar reparte su tiempo entre ambas formaciones.
En octubre de 2001 editaron su cuarto álbum, Reasons to Stay Indoors que también tuvo una edición limitada de dos discos y una versión exclusiva vendida por la web oficial de A-ha. Este fue el último trabajo editado con EMI.
En agosto de 2004 editaron su quinto álbum, Whalebone (originalmente titulado Savoy). Esta vez lanzado de forma independiente con el sello Eleventeen Records. De nuevo se comercializó una edición limitada con un DVD que incluye un documental acerca del video la canción "Isopote." El primer sencillo del álbum fue la canción de título, que se trata de la banda sonora de la película noruega Hawaii, Oslo. Entre agosto y octubre de 2004 dieron una serie de conciertos en Noruega.

### Savoy Songbook Vol. 1y promoción en el Reino Unido
En agosto de 2007 lanzaron su primer álbum recopilatorio en Noruega con el sello Universal Music, compañía con la que A-ha había firmado antes en 2004. Su primer sencillo, "Karma Boomerang," fue el primero en ser distribuido en formato digital y de los pocos que contaron con lanzamiento comercial.
Savoy Songbook Vol. 1, fue también editado en el Reino Unido por el sello Genepool Records como un movimiento de los integrantes de A-ha para promocionar sus trabajos en solitario fuera de Noruega. Fue lanzado en mayo de 2008 junto con Letter from Egypt del cantante Morten Harket y A Dot of Black in the Blue of Your Bliss del teclista Magne Furuholmen y fue presentado en directo en una serie de conciertos en Oslo y en el Royal Albert Hall de Londres titulados An Evening with Morten Harket, Savoy and Magne F.

### Sexto álbum de estudio
Durante los próximos años siguió un periodo de inactividad, promovido por el lanzamiento y promoción del noveno álbum de estudio de A-ha, Foot of the Mountain (2009), una gira de despedida de la banda que vivió una segunda separación en 2010. Después Waaktaar comunicó empezar a trabajar en el nuevo álbum de Savoy así como en varios otros proyectos.
En 2011 colaboró con el cantante Jimmy Gnecco (quien colaboró en el disco de Savoy de 2004 y en la gira de despedida de A-ha) con quien formó el grupo Weathervane que sacó una canción homónima, banda sonora de la película Headhunters (2011).  En 2014, bajo el nombre Waaktaar publicó su primer sencillo en solitario, "Manmade Lake" (un descarte del último álbum de A-ha). En 2017 editó World of Trouble como Waaktaar & Zoe, siendo la segunda la cantante de la formación y la hija de Jimmy Gnecco.
Finalmente, el 12 de enero de 2018, catorce años después de su quinto álbum de estudio, editaron See the Beauty in Your Drab Hometown que fue presentado un día antes de su lanzamiento en Oslo y precedido por dos sencillos disponibles en formato digital, las versiones del álbum de los temas "Night Watch" y "January Thaw" ambos acompañados de un vídeo musical. El álbum incluye nuevas versiones de "Manmade Lake" y "Weathervane."

## Miembros
- Pål Waaktaar-Savoy: voz, guitarra, teclado, bajo y compositor.
- Lauren Savoy: voz, guitarra y compositora.
- Frode Unneland: batería y voz.

## Discografía

### Álbumes
| Año  | Título                                | Compañía discográfica                                 | Certificaciones y ventas |
| ---- | ------------------------------------- | ----------------------------------------------------- | ------------------------ |
| 1996 | Mary Is Coming                        | Warner Bros. Records                                  | x1 (50.000 copias)       |
| 1997 | Lackluster Me                         | EMI Norsk, Apollon Records (reedición 2016)           |                          |
| 1999 | Mountains of Time                     | EMI Norsk, Apollon Records (reedición 2017)           | x1 (50.000 copias)       |
| 2001 | Reasons to Stay Indoors               | EMI Norsk                                             |                          |
| 2004 | Whalebone (anteriomente Savoy)        | Eleventeen Records                                    |                          |
| 2007 | Savoy Songbook Vol. 1 (recopilatorio) | Universal Music, Genepool Records (Reino Unido, 2008) |                          |
| 2018 | See the Beauty in Your Drab Hometown  | Drabant Music                                         |                          |
| 2024 | Under                                 | Eleventeen Records                                    |                          |

### Sencillos
Sencillos promocionales editados en CD, pero exclusivamente para las radios. Si existen una edición comercial se indica, además del listado de temas cuando incluyen más que la canción de título.
| Año  | Título | Formato comercial | Álbum                                |
| ---- | --- | ----------------- | ------------------------------------ |
| 1996 | "Velvet" 1. "Velvet (Single Mix)" 2. "October (Non-LP track)" 3. "Velvet (Greene Street Mix)"                                | CD                | Mary Is Coming                       |
| 1996 | "Underground" | -                 | Mary Is Coming                       |
| 1996 | "Mary Is Coming" | -                 | Mary Is Coming                       |
| 1997 | "Rain" 1. "Rain (Edit)" 2. "Butt Out"                                                                                        | -                 | Lackluster Me                        |
| 1997 | "Foreign Film" | -                 | Lackluster Me                        |
| 1997 | "Xmas Time (Blows My Mind)"                                                                                                  | CD                | -                                    |
| 1998 | "I Still Cry" | -                 | Lackluster Me                        |
| 1999 | "Star" (Noruega). 1. "Star (Radio Edit)" 2. "Star (Loop-mix)" 3. "Star (NYC Mix)"                                            | -                 | Mountains of Time                    |
| 1999 | "Grind You Down" | -                 | Mountains of Time                    |
| 2000 | "Star" (Alemania). 1. "Star (Radio Edit)" 2. "Bottomless Pit" 3. "The Bovarnick Twin"                                        | -                 | Mountains of Time                    |
| 2000 | "Man in the Park" 1. "Man in the Park" (remix) 2. "End of the Line" (remix)                                                  | -                 | Mountains of Time                    |
| 2001 | "You Won't Come to the Party" 1. "You Won't Come to the Party (Radio Edit)" 2. "You Won't Come to the Party (Album Version)" | -                 | Reasons to Stay Indoors              |
| 2001 | "Half of the Time" (radio edit)                                                                                              | -                 | Reasons to Stay Indoors              |
| 2002 | "Five Million Years" (radio edit)                                                                                            | -                 | Reasons to Stay Indoors              |
| 2004 | "Whalebone" (edit) | -                 | Whalebone                            |
| 2004 | "Empty of Feeling" (edit) | -                 | Whalebone                            |
| 2007 | "Karma Boomerang" | Digital           | Savoy Songbook Vol. 1                |
| 2007 | "Best Western Beauty" | -                 | Savoy Songbook Vol. 1                |
| 2017 | "Night Watch" | Digital           | See the Beauty in Your Drab Hometown |
| 2018 | "January Thaw" | Digital           | See the Beauty in Your Drab Hometown |
| 2023 | "Lonely Surfer" | Digital           | Under                                |
| 2023 | "Digital River" | Digital           | Under                                |
| 2023 | "Life and Times of a Wannabe"                                                                                                | Digital           | Under                                |
| 2024 | Coming Down | Digital           | Under                                |

### Vídeos musicales
| Año  | Título                             | Director          | Disponibilidad                     |
| ---- | ---------------------------------- | ----------------- | ---------------------------------- |
| 1996 | "Velvet"                           | Lauren Savoy      | -                                  |
| 1997 | "Rain"                             | Lauren Savoy      | -                                  |
| 1999 | "Star"                             | Lauren Savoy      | Live at Vallhall: Homecoming (DVD) |
| 1999 | "Grind You Down"                   | -                 | -                                  |
| 2000 | "Star" (version 2)                 | -                 | -                                  |
| 2001 | "If You Won't Come to the Party"   | -                 | -                                  |
| 2004 | "Whalebone" (kaleidoscope version) | Jason Brandenberg | -                                  |
| 2004 | "Whalebone"                        | Lasse Gretland    | -                                  |
| 2004 | "Isopote"                          | Jason Brandenberg | Savoy (DVD, ed. limitada)          |
| 2004 | "Empty of Feeling"                 | -                 | -                                  |
| 2017 | "Night Watch"                      | Jason Bradenberg  | Youtube                            |
| 2018 | "January Thaw"                     | Jason Bradenberg  | Youtube                            |
| 2023 | "Lonely Surfer"                    | Lauren Savoy      | Youtube                            |
| 2023 | "Digital River"                    | Tachyons+         | Youtube                            |
| 2023 | "Life and Times of a Wannabe"      | Jason Brandenberg | Youtube                            |
| 2024 | "Coming Down"                      | Jason Brandenberg | Youtube                            |

## Conciertos
| Fecha                                                                      | Lugar                   | Ciudad       | País           |
| 1996                                                                       | 1996                    | 1996         | 1996           |
| -------------------------------------------------------------------------- | ----------------------- | ------------ | -------------- |
| 1 de febrero de 1996                                                       | Don Hill's              | Nueva York   | Estados Unidos |
| 7 de febrero de 1996                                                       | Mercury Lounge          | Nueva York   | Estados Unidos |
| 13 de febrero de 1996                                                      | CBGB’s                  | Nueva York   | Estados Unidos |
| 27 de febrero de 1996                                                      | Kvarteret               | Bergen       | Noruega        |
| 28 de febrero de 1996                                                      | Samfundet               | Trondheim    | Noruega        |
| 1 de marzo de 1996                                                         | Rockefeller Music Hall  | Oslo         | Noruega        |
| 2 de marzo de 1996                                                         | Folken                  | Stavanger    | Noruega        |
| 14 de mayo de 1996                                                         | Sentrum Scene           | Oslo         | Noruega        |
| 15 de mayo de 1996                                                         | Samfundet               | Trondheim    | Noruega        |
| 16 de mayo de 1996                                                         | Bonsak                  | Bodø         | Noruega        |
| 4 de junio de 1996                                                         | Park Cafe               | Copenhague   | Dinamarca      |
| 6 de junio de 1996                                                         | -                       | Estocolmo    | Suecia         |
| 9 de junio de 1996                                                         | GloppeRock Festival     | Sandane      | Noruega        |
| 15 de junio de 1996                                                        | Norwegian Wood Festival | Oslo         | Noruega        |
| 7 de julio de 1996                                                         | Midt-Fyn Festival       | Odense       | Dinamarca      |
| 1997                                                                       |                         |              |                |
| 28 de octubre de 1997                                                      | Veita                   | Trondheim    | Noruega        |
| 29 de octubre de 1997                                                      | Kroa                    | Bø           | Noruega        |
| 30 de octubre de 1997                                                      | Rockefeller Music Hall  | Oslo         | Noruega        |
| 31 de octubre de 1997                                                      | USF Røkeriet            | Bergen       | Noruega        |
| 1 de noviembre de 1997                                                     | Folken                  | Stavanger    | Noruega        |
| 1998                                                                       |                         |              |                |
| 18 de febrero de 1998                                                      | John Dee                | Oslo         | Noruega        |
| 9 de marzo de 1998                                                         | The Velvet Room         | Londres      | Reino Unido    |
| 14 de abril de 1998                                                        | Brownies                | Nueva York   | Estados Unidos |
| 21 de abril de 1998                                                        | Brownies                | Nueva York   | Estados Unidos |
| 2004                                                                       |                         |              |                |
| 7 de agosto de 2004                                                        | RaumaRock Festival      | Åndalsnes    | Noruega        |
| 13 de agosto de 2004                                                       | Øya Festival            | Oslo         | Noruega        |
| 30 de agosto de 2004                                                       | Blå                     | Oslo         | Noruega        |
| 22 de septiembre de 2004                                                   | Luftslottet             | Grimstad     | Noruega        |
| 23 de septiembre de 2004                                                   | Byscenen                | Haugesund    | Noruega        |
| 24 de septiembre de 2004                                                   | Kvarteret               | Bergen       | Noruega        |
| 25 de septiembre de 2004                                                   | Folken                  | Stavanger    | Noruega        |
| 28 de septiembre de 2004                                                   | Parken Kulturhus        | Ålesund      | Noruega        |
| 29 de septiembre de 2004                                                   | Meieriet                | Sogndal      | Noruega        |
| 30 de septiembre de 2004                                                   | Hydranten               | Hamar        | Noruega        |
| 1 de octubre de 2004                                                       | Samfundet               | Trondheim    | Noruega        |
| 2 de octubre de 2004                                                       | Rockefeller Music Hall  | Oslo         | Noruega        |
| 7 de octubre de 2004                                                       | Driv                    | Tromsø       | Noruega        |
| 8 de octubre de 2004                                                       | Samfunnet               | Bodø         | Noruega        |
| 9 de octubre de 2004                                                       | Bakeriet                | Mosjøen      | Noruega        |
| 12 de octubre de 2004                                                      | Samsen Kulturhus        | Kristiansand | Noruega        |
| 13 de octubre de 2004                                                      | Studentsamfunnet        | Halden       | Noruega        |
| 14 de octubre de 2004                                                      | Energimølla             | Kongsberg    | Noruega        |
| 16 de octubre de 2004                                                      | Drammen Teater          | Drammen      | Noruega        |
| 2008, serie de conciertos An Evening with Morten Harket, Savoy and Magne F |                         |              |                |
| 20 de mayo de 2008                                                         | Rockefeller Music Hall  | Oslo         | Noruega        |
| 21 de mayo de 2008                                                         | Rockefeller Music Hall  | Oslo         | Noruega        |
| 22 de mayo de 2008                                                         | Rockefeller Music Hall  | Oslo         | Noruega        |
| 24 de mayo de 2008                                                         | Royal Albert Hall       | Londres      | Reino Unido    |
| 2018                                                                       |                         |              |                |
| 11 de enero de 2018                                                        | Parkteatret             | Oslo         | Noruega        |